# Weißig (Dresden)
Weißig ist ein Ortsteil im Nordosten der Stadt Dresden im Schönfelder Hochland und gehört zur Ortschaft Schönfeld-Weißig.

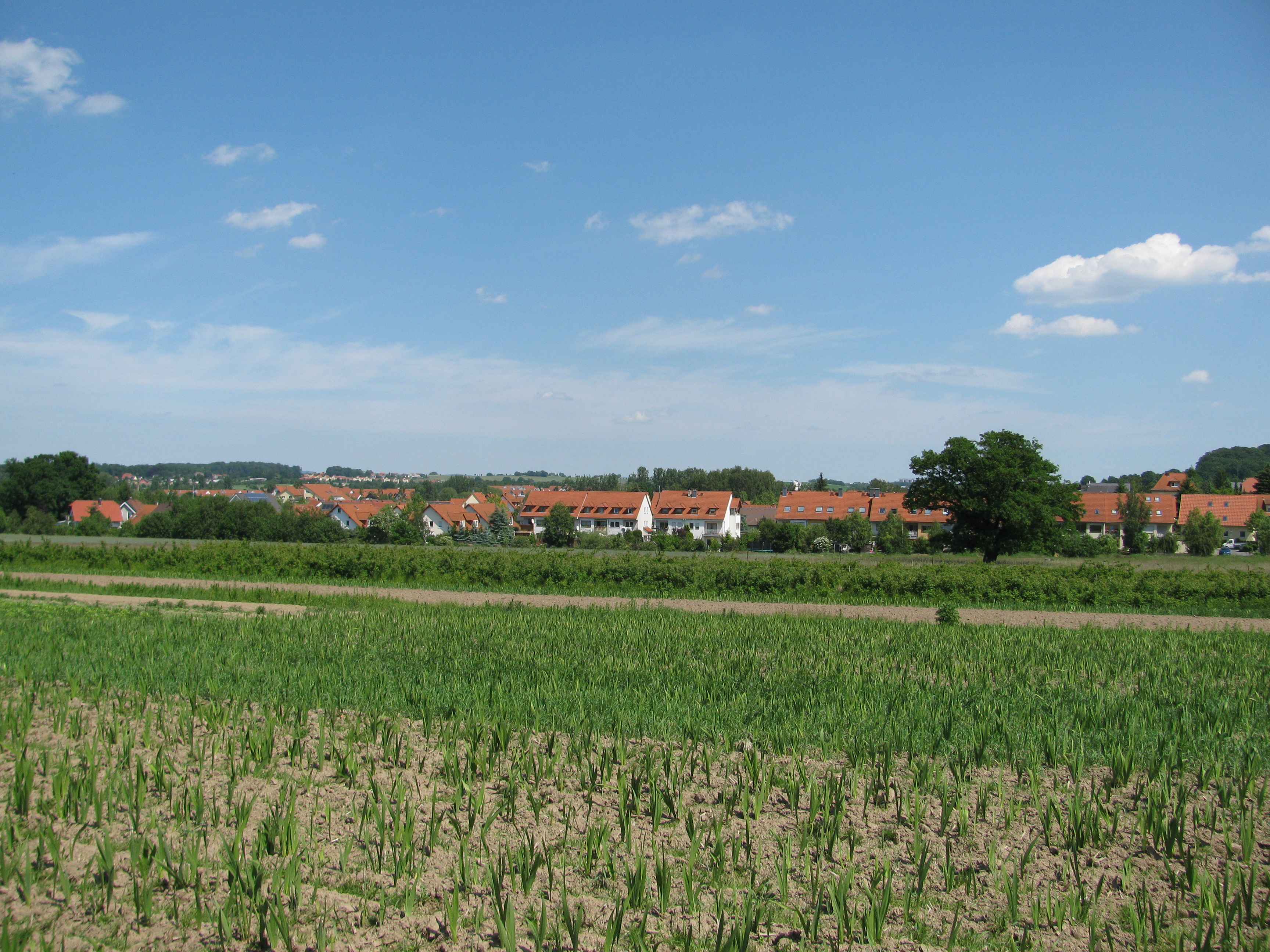
Neue Siedlungen im Norden von Weißig

## Geschichte
Den Ortsmittelpunkt bildet seit dem 13. Jahrhundert die Kreuzkirche, heute Evangelisch-Lutherische Kirche Weißig. Während des Dreißigjährigen Krieges wurde ein Großteil des Dorfes am 30. September 1631 durch kaiserliche Truppen unter der Führung des Feldherren Wallenstein verwüstet. Ebenso wurde das damalige Dorf Weißig im Siebenjährigen Krieg durch die Preußen und später während der Napoleonische Kriege von verschiedenen Kriegsparteien geplündert.
Bis zum Jahr 1871 stieg die Einwohnerzahl Weißigs auf über 1.000 Personen an. Mit der Industrialisierung und der damit steigenden Bevölkerungszahl begann sich der Ort zunehmend zu einem Wohnvorort der Stadt Dresden zu verwandeln. Im Jahr 1908 wurde ein Anschluss an das Bahnnetz eingerichtet. Bis 1951 hatte Weißig einen Bahnhof an der Bahnstrecke Dürrröhrsdorf–Weißig. Heute ist der sogenannte „Alte Bahndamm“ ein beliebtes Naherholungsgebiet bei Spaziergängern und Radfahrern.
Zudem wurde im Jahr 1908 mit der Bühlauer Außenbahn eine Straßenbahnlinie eingeweiht, welche den Dresdner Vorort Bühlau mit Weißig verband. Der Straßenbahnbetrieb musste 1949 eingestellt werden. Die Gleise wurden für Reparaturen innerstädtischer Strecken benötigt, die durch Kriegshandlungen beschädigt wurden. Seit der Eingemeindung wird regelmäßig über einen Neubau der Straßenbahnverbindung diskutiert.
Erste Pläne einer Eingemeindung Weißigs kamen im Jahr 1913 auf. Die Verhandlungen wurden durch den Ausbruch des Ersten Weltkrieges unterbrochen und blieben ohne weiteren Erfolg. Im Jahr 1990 setzte eine starke Bautätigkeit im Schönfelder Hochland ein. Die Einwohnerzahl Weißigs stieg auf über 5.000 Einwohner an. Zum 1. Januar 1994 vereinigte sich die Gemeinde Weißig mit der Gemeinde Schönfeld und anderen Ortschaften im Schönfelder Hochland zur Gemeinde Schönfeld-Weißig. Fünf Jahre später, am 1. Januar 1999, wurde jene eingemeindet und gehört mit ihren Ortsteilen seitdem zur Stadt Dresden.

## Infrastruktur
Der Hutberg mit seinen 311 Metern ist im Winter ein beliebter Rodelberg. Durch den Ort fließt der Weißiger Dorfbach, der am Südrand der Dresdner Heide in die Prießnitz mündet. Im Ort gibt es eine Grundschule, die „Hutbergschule“ Weißig, sowie die Oberschule Weißig.
Verkehrstechnisch ist Weißig durch die Bundesstraße 6 und die Stadtbuslinie 61 an die Innenstadt angebunden. 